# Eumolpianus orarius
Eumolpianus orarius är en loppart som först beskrevs av Johnson 1961.  Eumolpianus orarius ingår i släktet Eumolpianus och familjen fågelloppor. Inga underarter finns listade i Catalogue of Life.